# 배희영
배희영은 대한민국의 텔레비전 드라마 연출감독이다.

## 드라마
- 2010년 MBC 단막극 《MBC 일요 드라마 극장 - 주부 김광자의 제3활동》 ... 연출
- 2024년 쿠팡플레이 오리지널 시리즈 & CHANNEL A 주말 미니시리즈 《새벽 2시의 신데렐라》 ... 공동연출
- 2024년 ~ 2025년 tvN 주말 미니시리즈 《사랑은 외나무다리에서》 ... 공동연출